# Geschichtspark Phimai

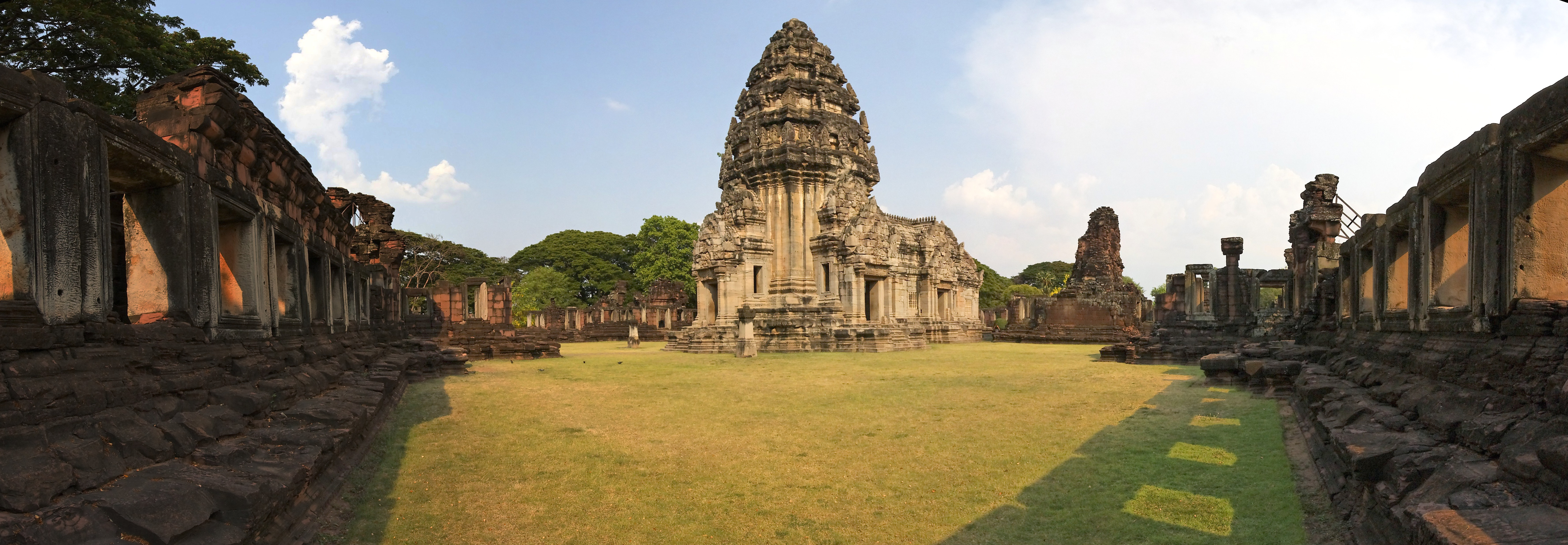
Blick auf das Zentralheiligtum von Nordwesten

Der Geschichtspark Phimai (Thai: อุทยานประวัติศาสตร์ พิมาย, gesprochen: [ʔùttʰáʔjaːn pràʔwàttìʔsàːt pʰímaːj]) umfasst die Ruinen von Phimai, einer alten Stadt mit einem Tempelbezirk des Khmer-Reiches von Angkor. Er liegt in der Nordostregion von Thailand im Landkreis Phimai der Provinz Nakhon Ratchasima.

Übersichtskarte des Geschichtsparks

## Bedeutung
Die Stadt selbst ist unter dem Namen Vimai oder Vimayapura („Die Stadt Vimais“) eine Gründung der Khmer. Sie wurde im 11. Jahrhundert befestigt und zu einem geistigen Zentrum des Khmer-Reiches ausgebaut.
In einer Inschrift aus dem Jahr 1082 im Prasat Hin Phanom Wan nicht weit entfernt südlich von Phimai, die in Sanskrit und in Khmer verfasst ist, wird die Stadt zusammen mit dem König Jayavarman VI. genannt. Etwa ein Jahrhundert später wird Phimai in der Inschrift von Preah Khan als Endpunkt einer 225 Kilometer langen Straße beschrieben, die Phimai mit der Hauptstadt Angkor verband. Als der chinesische Botschafter Zhou Daguan (auch Chou Ta-Kuan) sich 1296–1297 in Angkor aufhielt, verfasste er einen detaillierten Bericht, in dem er P'u-mai als eine von rund 90 Provinzen des Khmer-Reiches erwähnte.

## Geographie
Phimai wurde an einer natürlich gesicherten Stelle erbaut, an der der Mae Nam Mun (Mun-Fluss) einen scharfen Bogen nach Süden macht und der Chakrai-Kanal (Khlong Chakrai) einmündet. Hier ist das Land ein wenig erhöht und an drei Seiten von Wasser umgeben. Das Land bietet nicht nur genügend Platz für einen Tempel, sondern auch für eine Siedlung. Östlich der Stadt wurde ein Baray angelegt, das „Sa Pleng“.
Die ganze Anlage ist nach Süden ausgerichtet, mit einer geringen Abweichung nach Südsüdost. Historiker führen diese Abweichung auf die Hinwendung nach Angkor zurück. Man betritt die Stadt durch das Haupttor im Süden, das Pratu Chai (ประตูชัย, Sieges-Tor) genannt wird und erst vor wenigen Jahren vom „Fine Arts Department“ renoviert wurde. Es ist so hoch, dass man es auf einem Elefanten reitend durchqueren kann. Weitere Stadttore befinden sich in der nördlichen und westlichen Stadtmauer, die ein rechtwinkliges Gebiet von 655 Metern Breite und 1033 Metern Länge umschließt. Ein östliches Tor sowie die östliche Stadtmauer sind nicht vorhanden, sie sind wahrscheinlich durch den Mun-Fluss erodiert worden. Die Stadtmauern und die Tore wurden in der Regierungszeit von König Jayavarman VII. angelegt.
Der Tempelbezirk von Phimai ist so wie der von Angkor Wat konzentrisch angelegt: der innere Bereich ist ein Rechteck von 83 Metern × 74 Metern. Er ist vom Zentrum des äußeren Bereichs aus etwas nach Norden versetzt. Dieser hat eine Größe von 274 × 220 Metern. Der äußere Bereich ist ebenfalls vom Zentrum des dritten Bereichs aus nach Norden versetzt und wird durch die Stadtmauer begrenzt. Wenn man den Stadtgraben hinzunimmt, der vor der Stadtmauer angelegt war und durch den Mun-Fluss gespeist wurde, sowie die vier Teiche des inneren Bereichs, so stellt die Gesamtanlage ein ehrgeiziges Modell des Universums dar: mehrere Bergketten und Ozeane umgeben das Zentrum der Welt, den Berg Meru.

## Restaurierung
Erste schriftliche Aufzeichnungen über die Anlage stammen aus dem Jahr 1901 vom französischen Geographen Étienne Aymonier. Seit der Veröffentlichung in der Government Gazette (Band 53, Sektion 34) am 27. September 1936 steht das Gebiet unter dem Schutz der thailändischen Regierung. In den 1950er Jahren wurde mit der Restaurierung begonnen. Die technischen Voruntersuchungen wurden von Bernard Philippe Groslier durchgeführt, der durch seine Konservierungs-Arbeiten am Angkor Wat einschlägige Erfahrungen gesammelt hatte. Unter der Leitung von Prinz Yachai Chitrabongse wurde das Areal von 1964 bis 1969 vom thailändischen „Fine Arts Department“ restauriert. Am 12. April 1989 konnte Prinzessin Maha Chakri Sirindhorn den „Phimai Historical Park“ schließlich eröffnen.

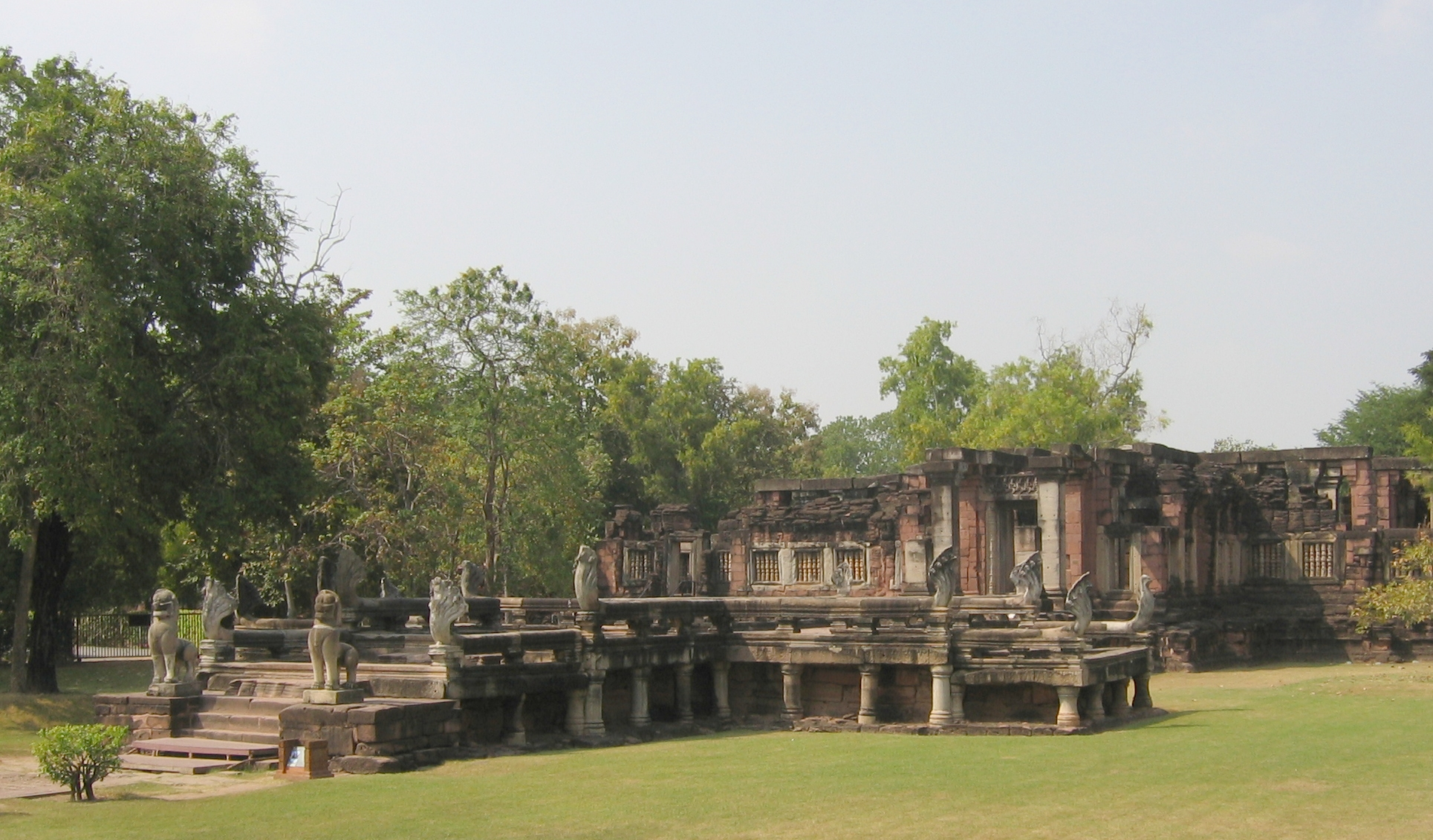
Südlicher Zugang zum Tempel über die „Naga-Brücke“
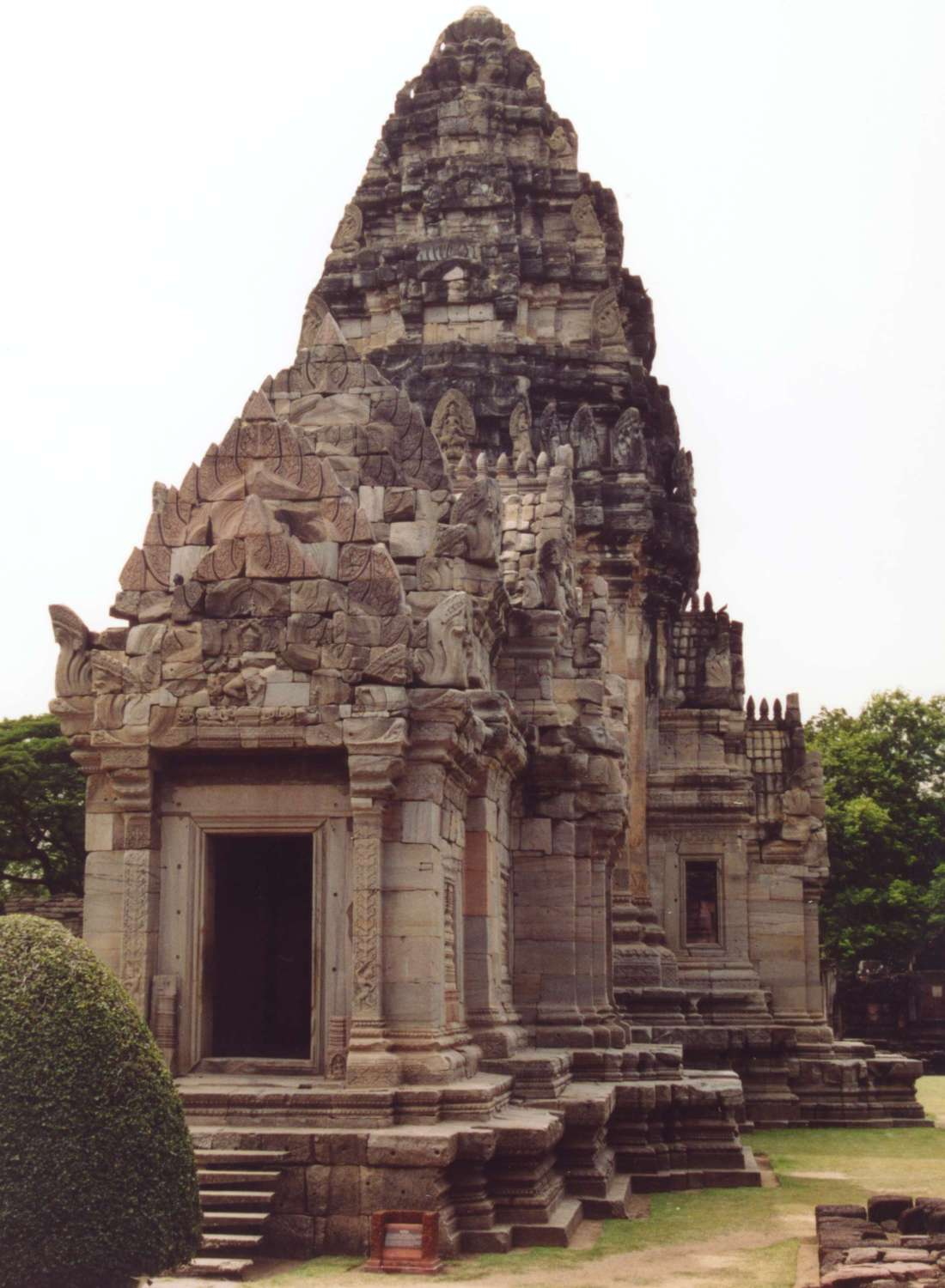
Das Haupt-Heiligtum
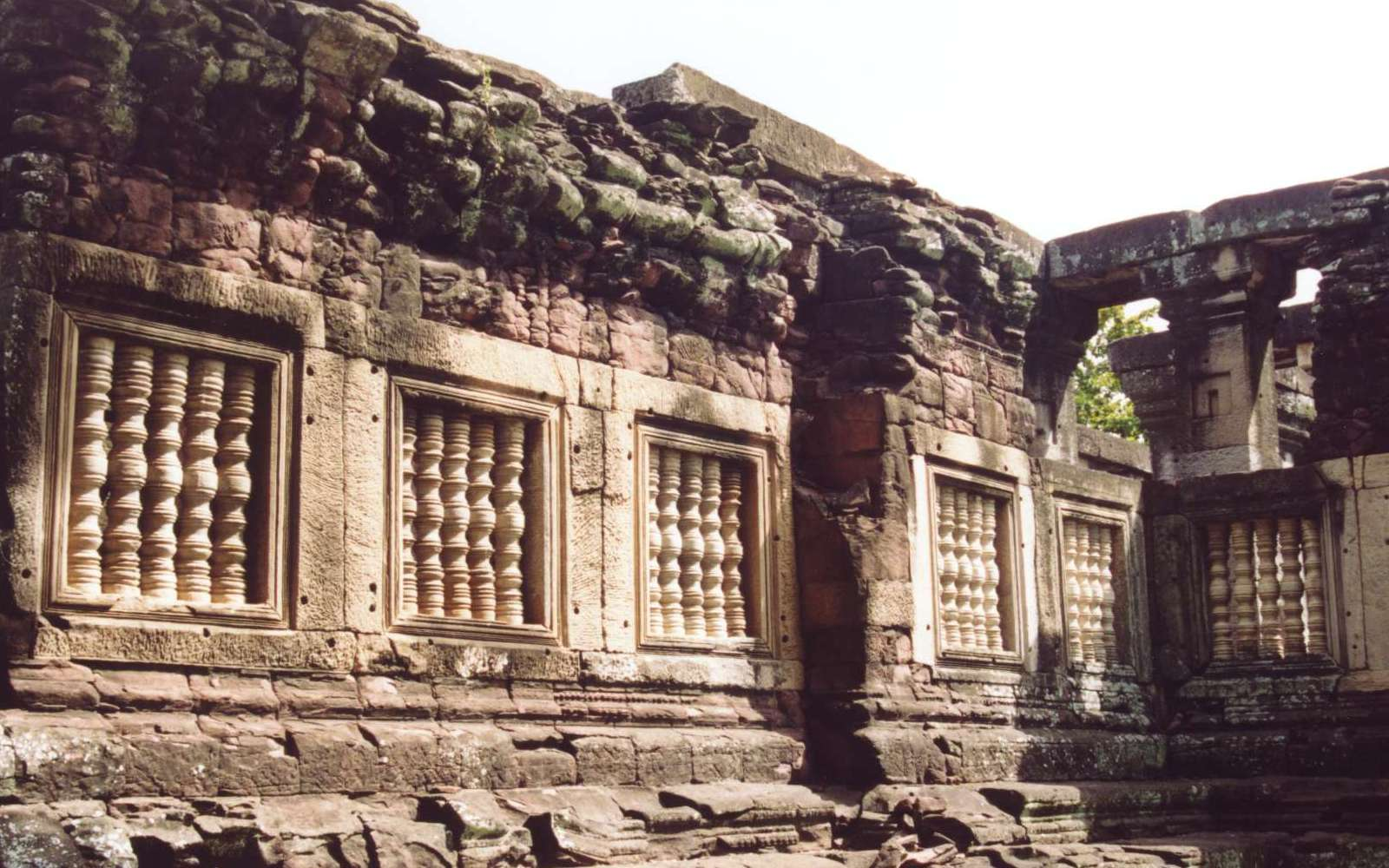
Fenster in der Galerie, die den Tempel umgibt
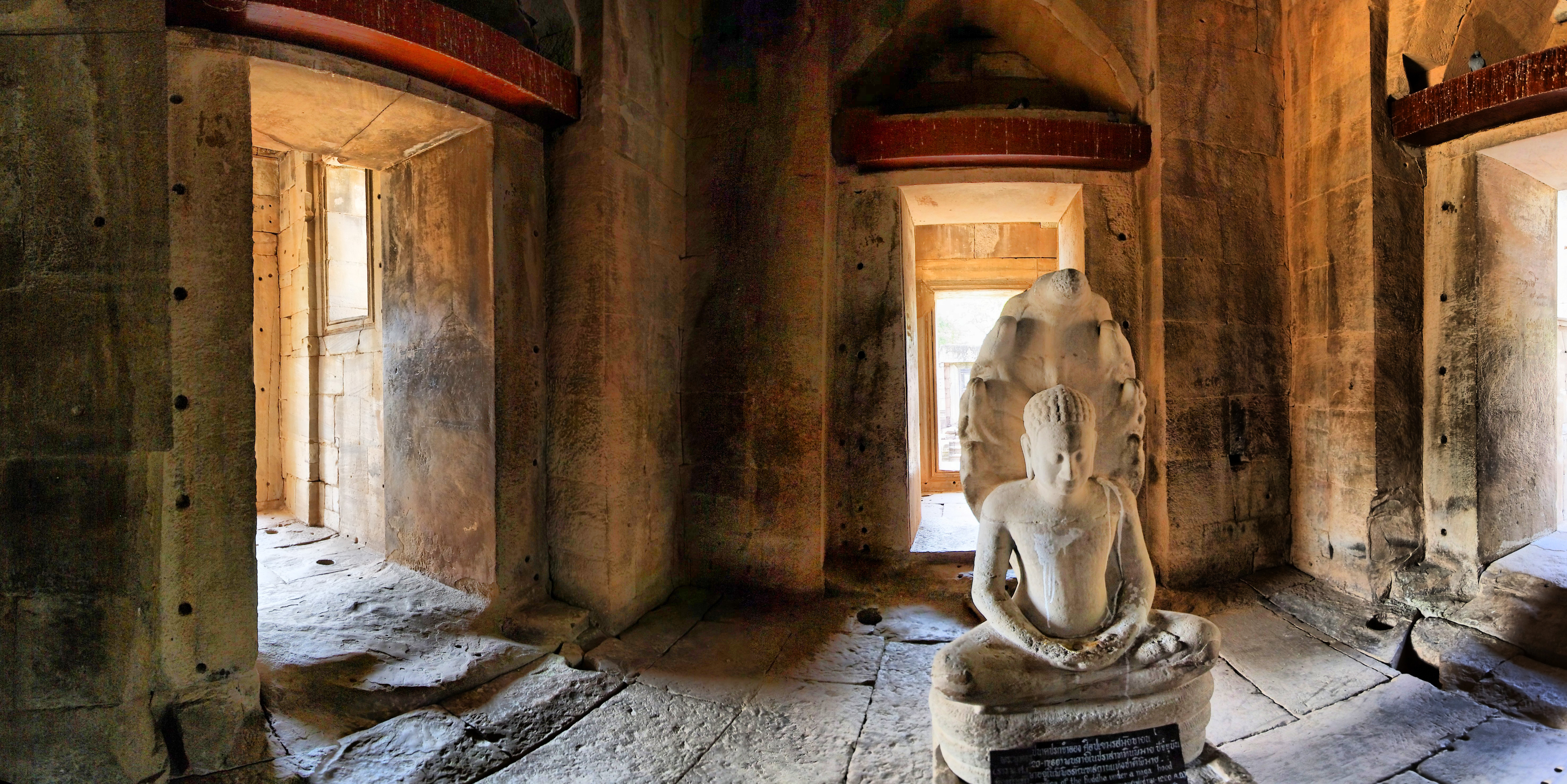
Innenansicht des Prang Brahmadat mit Replika einer Statue von Jayavarman VII.